# Livingston FC
Livingston FC är en skotsk fotbollsklubb från staden Livingston.
Klubben spelar säsongen 2021-22 i Scottish Premiership.

## Spelare

### Nuvarande trupp
| 1  | England   | Shamal George | 6 januari 1998 | Colchester United (-22) |
| 32 | Skottland | Jack Hamilton | 22 mars 1994   | Greenock Morton (-22)   |

| 4  | England                 | Tom Parkes         | 15 januari 1992  | Exeter City (-21)        |
| 5  | Skottland               | Mikey Devlin       | 3 oktober 1993   | Hibernian (-23)          |
| 6  | England                 | Ayo Obileye        | 2 september 1994 | Queen of the South (-21) |
| 12 | Skottland               | Jamie Brandon      | 5 februari 1998  | Hearts (-22)             |
| 14 | England                 | Miles Welch-Hayes  | 25 oktober 1996  | Harrogate Town (-23)     |
| 15 | Saint Kitts och Nevis   | Michael Nottingham | 14 april 1989    | Accrington Stanley (-23) |
| 23 | Dominikanska republiken | Luiyi de Lucas     | 31 augusti 1994  | Haka (-23)               |
| 24 | Skottland               | Sean Kelly         | 1 november 1993  | Falkirk (-21)            |
| 29 | Skottland               | James Penrice      | 22 december 1998 | Partick Thistle (-21)    |
| 35 | Skottland               | Calan Ledingham    | 23 mars 2007     | Livingston FC            |

| 3  | England           | Cristian Montaño | 11 december 1991 | Port Vale (-21)          |
| 7  | Kongo-Brazzaville | Dylan Bahamboula | 22 maj 1995      | Oldham Athletic (-22)    |
| 8  | Skottland         | Scott Pittman    | 9 juli 1992      | Bo'ness United (-15)     |
| 10 | Skottland         | Stephen Kelly    | 13 april 2000    | Rangers (-22)            |
| 11 | Skottland         | Daniel MacKay    | 20 april 2001    | Hibernian (-23)          |
| 16 | Skottland         | Steven Bradley   | 17 mars 2002     | Hibernian (-23)          |
| 17 | Sydafrika         | Aphelele Teto    | 13 juni 2003     | TS Galaxy (-23)          |
| 18 | Skottland         | Jason Holt       | 19 februari 1993 | Rangers (-20)            |
| 20 | Liberia           | Mo Sangare       | 28 december 1998 | Accrington Stanley (-23) |
| 22 | Skottland         | Andrew Shinnie   | 17 juli 1989     | Charlton Athletic (-21)  |
| 25 | England           | Danny Lloyd      | 3 december 1991  | Rochdale (-23)           |
| 38 | Kongo-Brazzaville | Scott Bitsindou  | 11 maj 1996      | Lierse (-22)             |
| 40 | Nigeria           | Samson Lawal     | 25 april 2004    | Katsina United (-23)     |

| 9  | Skottland     | Bruce Anderson   | 23 september 1998 | Aberdeen (-21)          |
| 19 | England       | Joel Nouble      | 19 januari 1996   | Aldershot Town (-21)    |
| 28 | England       | Kurtis Guthrie   | 21 april 1993     | RoundGlass Punjab (-22) |
| 39 | Guinea-Bissau | Esmaël Gonçalves | 25 juni 1991      | Sheikh Russel (-22)     |

### Utlånade spelare
Not: Spelare i kursiv stil är inlånade.

## Meriter
- Scottish League Cup (1): 2003-04
- Scottish Championship (1): 2000-01
- Scottish League One (4): 1986-87, 1998-99, 2010-11, 2016-17
- Scottish League Two (1): 1995-96, 2009-10
- Scottish Challenge Cup (1): 2014-15